# یوهان هوبنر فون هولست
یوهان هوبنر فون هولست (انگلیسی: Johan Hübner von Holst; ۲۲ اوت ۱۸۸۱ – ۱۳ ژوئن ۱۹۴۵) تیرانداز اهل سوئد بود.
وی در مسابقات کشوری و بین‌المللی در مجموع برندهٔ ۲ مدال طلا، ۳ مدال نقره، ۱ مدال برنز شده‌است.